# Maison des Sept-Têtes
La maison des Sept-Têtes est une maison située à Villeneuve-sur-Yonne, en France.

## Localisation
La maison est située à Villeneuve-sur-Yonne dans le département français de l'Yonne. Elle se trouve dans la rue principale de la ville, la rue Carnot, qui relie la tour de Sens à la tour de Joigny.

## Historique
L'édifice du XVIIIe siècle est inscrit au titre des monuments historiques en 1932. C'était autrefois l'hôtel du bailli. Il doit son nom aux sculptures de têtes de personnages mythologiques que l'on admire sur sa façade.